# کاتر کلاس پوینت
کاتر کلاس پوینت (به انگلیسی: Point-class cutter) یک کلاس از کشتی است که طول آن ۸۲ فوت ۱۰ اینچ (۲۵٫۲۵ متر) می‌باشد.